# Potamacmaea fluviatilis
Potamacmaea fluviatilis is een slakkensoort uit de familie van de Lottiidae. De wetenschappelijke naam van de soort is voor het eerst geldig gepubliceerd in 1867 door Blanford.